# Axel Coon
Axel Coon, vlastním jménem Axel Broszeit, (* 23. března 1975, Freiburg im Breisgau, Bádensko-Württembersko, Německo) je německý DJ, producent a bývalý člen skupiny Scooter. Narodil se 23. března 1975 v německém městě Freiburg im Breisgau. Má hnědé vlasy a modré oči a měří asi 185 cm. Je známý také pod přezdívkou Lacoon.
S DJingem začal spolu se svým bratrem. Společně vystupovali jako Resident DJs v různých klubech (například Alice Dee Club v Brémách nebo Palladium a Cave v Hamburku). První skladby začal vytvářet na syntetizéru „Raven“. Poprvé svou práci předvedl v setu, který hráli v klubu Pleasure Dome. Jedním z přítomných hostů byl i Jens Thele (manažer Scooteru). Přes Jense se seznámil s Rickem Jordanem, který mu nabídl místo u Scooteru. Členem skupiny Scooter se stal v roce 1998 a vystřídal tak Ferrise Buellera. První singl, který se Scooter vydal bylo How Much Is The Fish? a první album No Time To Chill. V roce 2002, během turné, se rozhodl že opustí Scooter a vydá se na sólovou dráhu. Po zakončení turné nejprve odjel na dovolenou se svou přítelkyní a pak opustil Scooter. Vystřídal ho Jay Frog. Poslední singl na kterém se Scooter spolupracoval byl Ramp! (The Logical Song), ve skutečnosti však jeho posledním singlem byla Nessaja projektu 3 AM a album 24 Carat Gold. V současné době pracuje opět jako DJ a spolupracuje například i s Ferrisem Buellerem, kterého v roce 1998 nahradil u Scooteru.